# Tågerup (Sønder Dalby Sogn)
 For alternative betydninger, se Tågerup. (Se også artikler, som begynder med Tågerup)
Tågerup er en bebyggelse på Sydsjælland i Sønder Dalby Sogn under Faxe Kommune. Bebyggelsen ligger et par kilometer nordøst for Dalby.
Navnets første del er afledt af mandsnavnet Toki.
Landsbyen nævnes 1423 (Togorp) og blev udskiftet i 1798. Ved udskiftningen blev ingen gårde udflyttet.
I 1664 havde byen 1 hus samt 5 gårde: Fire til Egedegård og en til Turebyholm.